# コーチキン・ユーリ
コーチキン・ユーリ（ロシア語: Юрий Кошкин, 英語: Yuriy Koshjkin, 1963年12月21日 - ）は、ロシアの男性総合格闘家。ロシアン・トップチーム所属。

## 来歴
極真空手および柔道をバックボーンに持ち、1995年の極真会館第6回全世界空手道選手権大会出場（3回戦敗退）、柔道欧州王者の実績経験を持つ。
日本では1999年10月28日に行われたリングス KOK 1999に出場。1回戦でアリスター・オーフレイムを打撃で優位に立ち判定勝ち。2回戦ではアントニオ・ホドリゴ・ノゲイラと対戦し、開始40秒腕ひしぎ十字固めで一本負け。
2002年9月29日、PRIDE初参戦となったPRIDE.22でヒース・ヒーリングと対戦し、グラウンドでの膝蹴りでTKO負け。

## 戦績
| 総合格闘技 戦績 | 総合格闘技 戦績 | 総合格闘技 戦績 | 総合格闘技 戦績 | 総合格闘技 戦績 | 総合格闘技 戦績 | 総合格闘技 戦績 |
| --------------- | --------------- | --------------- | --------------- | --------------- | --------------- | --------------- |
| 12 試合         | (T)KO           | 一本            | 判定            | その他          | 引き分け        | 無効試合        |
| 7 勝            | 1               | 3               | 3               | 0               | 1               | 0               |
| 4 敗            | 2               | 1               | 1               | 0               | 1               | 0               |

| 勝敗 | 対戦相手                       | 試合結果                          | 大会名                                            | 開催年月日     |
| ○    | ミルコ・ヴーン                 | 1R チキンウィングアームロック     | Rings Russia: CIS vs. The World                   | 2005年8月20日  |
| ×    | ミンダウガス・クリカウスカス   | 1R 2:46 TKO                       | Bushido Rings 5: Shock                            | 2002年11月9日  |
| ×    | ヒース・ヒーリング             | 1R 7:31 TKO（グラウンドの膝蹴り） | PRIDE.22                                          | 2002年9月29日  |
| ×    | ヨープ・カステル               | 5分2R終了 判定0-3                 | Rings Holland: Heroes Live Forever                | 2001年1月28日  |
| ○    | アリスター・オーフレイム       | 5分2R終了 判定2-1                 | Rings Russia: Russia vs. The World                | 2000年5月20日  |
| ×    | アントニオ・ホドリゴ・ノゲイラ | 1R 0:40 腕ひしぎ十字固め          | リングス King of Kings 1999 Block A 【2回戦】     | 1999年10月28日 |
| ○    | アリスター・オーフレイム       | 5分2R終了 判定2-0                 | リングス King of Kings 1999 Block A 【1回戦】     | 1999年10月28日 |
| ○    | テンギズ・テドラゼ             | 20分1R終了 判定                   | リングス・グルジア                                | 1998年10月11日 |
| ○    | ヨープ・カステル               | 6:23 フロントネックロック         | リングス・ロシア 1998                             | 1998年4月25日  |
| ○    | メルコム・ネイ                 | 1R 4:33 アキレス腱固め            | リングス FIGHTING EXTENSION 1997 Vol.7            | 1997年9月26日  |
| △    | ヒカルド・モラエス             | 20分1R終了 時間切れ               | リングス FIGHTING EXTENSION 1997 Vol.4            | 1997年6月21日  |
| ○    | クラッセン・クラステフ         | 1R 0:46 TKO（レフェリーストップ） | リングス MAELSTROM 3rd 〜RUSSIAN BATTLE MISSION〜 | 1996年5月25日  |